# 平均二乗誤差
平均二乗誤差 (英語: mean squared error、MSE) あるいは 平均二乗偏差 (MSD) は、統計において、推定量の誤差の平方を平均した値、すなわち推定値と実測値の二乗誤差の平均である。

## 解説
MSEは二乗誤差の期待値に相当する危険関数である。MSEがほぼ常に正の値である（ゼロではない）のは、ランダム性のため、あるいは除外変数バイアスがあるためである。機械学習、特に経験損失最小化では、MSEは真のMSE（母集団の真の平均損失）の推定量としての「経験的な」損失（観測されたデータの平均損失）をあらわす。
MSEは推定量の質の尺度である。ユークリッド距離の二乗に由来するため、常に非負の値であり、誤差が減るにつれてゼロに近づく。